# San Benedetto in Alpe
San Benedetto in Alpe (San Bendét in romagnolo) è, dopo il capoluogo di comune, la frazione più importante del comune di Portico e San Benedetto in provincia di Forlì-Cesena. È situato a pochi chilometri dal Passo del Muraglione, al confine della Romagna con la Toscana. Fa parte del Parco nazionale delle Foreste Casentinesi, Monte Falterona e Campigna.
Il paese presenta diverse piccole zone sparse tra i monti e la vallata, come Molino, Poggio e Rinuccioli.

## Storia
La storia di San Benedetto in Alpe è collegata a quella dell'omonima abbazia, costruita intorno all'anno 1000 dai monaci benedettini di Cluny. Questi luoghi sono citati da Dante nel nella Divina Commedia (Inferno, Canto XVI). Le prime case sorgono intorno all'abbazia e prendono il nome di Biforco, poiché poste vicino all'incrocio dei torrenti Acquacheta, Rio Destro e Troncalosso. Più a valle si aggiunsero i mulini ed un ospizio per accogliere i viandanti. A monte vennero realizzati un pecorile ed un caprile, di proprietà del monastero, ed un vignale. La metà del XIV secolo segna l'inizio della decadenza del monastero. Nel 1499 Papa Alessandro VI abolisce l'ordine benedettino nell'abbazia e vi introduce l'ordine di Vallombrosa, che rimarrà fino al 1529, quando venne annessa al collegio di San Lorenzo in Firenze. Col secondo declino dell'abbazia di San Benedetto l'abitato divenne comune indipendente e si avviò un notevole sviluppo artigianale. Dal 1440 la Signoria di Firenze ne acquistò la giurisdizione, prima con i Medici, poi coi Lorena. L'incuria del tempo causano intanto il crollo dell'abside e di parte della cappella sinistra. I lavori di restauro non la ricostruirono secondo le precedenti linee architettoniche ma la spostarono sulla destra, demolendo parte del chiostro. Nel 1775 il comune di San Benedetto e quello di Portico si unirono per motivi economici ed amministrativi.

## Geografia fisica
La località si trova nella valle del fiume Montone tra le montagne dell'Appennino tosco-romagnolo e i boschi del Parco nazionale delle Foreste Casentinesi, Monte Falterona e Campigna. Il centro abitato è situato a circa 45 km da Forlì, il capoluogo provinciale. Inoltre, si trova a 2 km dal confine con la provincia di Firenze (comune di San Godenzo). È circondato da montagne alte più di 1000 m s.l.m., tra cui il Monte Gemelli e il Monte Làvane. All'interno del paese vi è il punto di confluenza tra l'Acquacheta, il Rio Destro e il Troncalosso, i tre fiumi che unendosi formano il fiume Montone. Fa parte della Romagna toscana, fatto che si può riscontrare nella architettura civile e nella cucina tipica.

## Architetture religiose
L'antica abbazia di San Benedetto, che sorge in località Il Poggio, a un chilometro sopra San Benedetto, lungo la strada per Marradi. Intorno all'anno mille fu fondata da San Romualdo. Diventò molto potente intorno al XI e XII secolo. 
Piccola di dimensioni ma di un certo pregio artistico la chiesa di Rinuccioli, sul lato destro dell'Acquacheta. Edificata in pietra, presenta un tetto di legno proprio per le sue origini antichissime. Dopo la porta si attraversa un piccolo ambiente, dove si trova un'acquasantiera imponente di pietra. Da qui si accede alla zona centrale della chiesa, suddivisa in due sezioni da un grande arco, quella delle panche e quella dell'altare, di ugual grandezza. Dietro l'altare si trova l'unica finestra con una colorata vetrata della Madonna con Bambino.
Interessante è anche la chiesa in centro del paese.

## Natura
Sono presenti percorsi naturali lungo le zone dell'Acquacheta, Monte Gemelli, Colla del Bucine, Eremo di Gamogna. Tra le montagne si trova ad alta quota un altopiano erboso, la piana dei Romiti, proprio sopra la famosa cascata citata anche da Dante Alighieri.